# Pseudomorphacris hollisi
Pseudomorphacris hollisi är en insektsart som beskrevs av Kevan, D.K.M. 1968. Pseudomorphacris hollisi ingår i släktet Pseudomorphacris och familjen Pyrgomorphidae. Inga underarter finns listade i Catalogue of Life.